# The Chats
The Chats é uma banda australiana de punk rock formada em 2016 na Sunshine Coast, Queensland. Eles descrevem seu som como "shed rock". A formação atual da banda é composta pelo guitarrista Josh Hardy, o baterista Matt Boggis e o baixista e vocalista Eamon Sandwith. Conhecidos por suas músicas sobre a cultura australiana, eles inicialmente viralizaram com sua música "Smoko" e seu videoclipe em 2017 e mais tarde com "Pub Feed" em 2019. Até o momento, eles lançaram quatro EPs, The Chats (2016), Get This in Ya!! (2017), The Clap (2020) e Dine N Dash (2020), e dois álbuns de estúdio, High Risk Behavior (2020) e Get Fucked (2022).

## Estilo musical e influências
A banda cunhou o termo "shed rock" para descrever seu som, e sua abordagem independente foi comparada à do King Gizzard & the Lizard Wizard. Eles citaram as bandas australianas Cosmic Psychos, Dune Rats e Eddy Current Suppression Ring como principais influências.

## Membros

#### Membros atuais
- Eamon Zambia Sandwith – vocal principal, baixo (2016–presente)
- Matthew Boggis – bateria, backing vocal (2016–presente)
- Joshua Huon Hardy - guitarra, backing vocal (2020–presente)

#### Ex-membros
- Tremayne McCarthy – baixo, guitarra, backing vocal (2016–2017)
- Josh "Pricey" Price – guitarra, backing vocal e vocal principal (2016–2020)

## Discografia

#### Álbuns
- High Risk Behaviour (2020)
- Get Fucked (2022)

#### EPs
- The Chats (2016)
- Get This In Ya (2017)
- The Clap (2020)
- Dine N Dash (2020)

#### Singles
- "Do What I Want" (2018)
- "Pub Feed" (2019)
- "Identity Theft" (2019)
- "Ac/Dc CD" (2020)
- "Holier Than Thou" (2021)
- "Struck By Lightning" (2022)
- "6L GTR" (2022)
- "I've Been Drunk in Every Pub in Brisbane" (2022)

## Links externos
- Website oficial